# Абуш, Александр
Алекса́ндр А́буш (нем. Alexander Abusch; 14 февраля 1902, Краков, Цислейтания — 27 января 1982, Восточный Берлин) — немецкий писатель, политик, публицист, литературовед, критик, член Германской академии искусств (ГДР).

## Биография
Родился в Кракове, который в то время входил в состав Австро-Венгрии. Учился в Нюрнберге. В 1916 году вступил в ряды группы «Свободной социалистической молодёжи» (Freie sozialistische Jugend)
В 1921—1939 годах работал в редакциях различных левых и коммунистических печатных изданий. После прихода к власти Гитлера, в 1933—1946 годах Абуш проживал в эмиграции во Франции, где работал в редакции «Нашего времени», а затем в 1935—1939 годах был редактором газеты «Красный флаг» («Die Rote Fahne») и «Свободная Германия» («Freies Deutschland») (1941—1946). Вместе с Вилли Мюнценбергом принял участие в издании в 1933 году «Коричневой книги гитлеровского террора и поджога рейхстага», которая была переведена более чем на 20 языков и стала важным элементом антифашистской пропаганды.
После вступления немецких войск во Францию был интернирован (1939—1940). Выбрался из лагеря и воевал во французском Сопротивлении в Южной Франции. В 1941 году Александр Абуш эмигрировал в Мексику, где вместе с Паулем Меркером стал основателем Свободного немецкого движения (Freie Deutsche Bewegung) в Латинской Америке и Национального комитета «Свободная Германия» в Мексике, где он находился до 1946 года, являясь одновременно главным редактором ежемесячника «Свободная Германия» (Freies Deutschland).
После войны занимался, в основном, политикой и литературной критикой. С 1956 года — член ЦК Социалистической единой партии Германии. В 1958—1961 годах занимал должность министра культуры ГДР. В 1961—1971 годах — заместитель главы правительства ГДР (до 1964 года — председателя Правительства, после 1964 года — председателя Совета министров). В 1972—1982 годах — заместитель председателя и почётный председатель Культурного союза. Похоронен на Центральном кладбище Фридрихсфельде.

## Награды
- Орден Заслуг перед Отечеством в бронзе (1955), и почётная пряжкой в золоте к этому ордену (1967);
- Национальная премия ГДР II степени (1955);
- Медаль за борьбу против фашизма 1933-45 (1958);
- Орден Карла Маркса (1962);
- Орден «Звезда дружбы народов» в золоте (1977);
- Медаль за участие в вооружённой борьбе рабочего класса в 1918—1923 гг.

и др.

## Избранные публикации
- Der Kampf vor den Fabriken (Erzählungen), 1926
- Braunbuch über Reichstagsbrand und Hitler-Terror (Mitherausgeber), Paris 1933 (Brunatna księga o podpaleniu Reichstagu)
- Der Irrweg einer Nation, Meksyk 1945 (Naród na manowcach, wyd. pol. 1950)
- Stalin und die Schicksalsfragen der deutschen Nation, Berlin 1949
- Literatur und Wirklichkeit. Beiträge zu einer neuen deutschen Literaturgeschichte, Berlin 1952
- Schiller — Größe und Tragik eines deutschen Genius, 1955
- Kulturelle Probleme des sozialistischen Humanismus. Beiträge zur deutschen Kulturpolitik. 1946—1961, Berlin 1962
- Shakespeare. Realist und Humanist, Genius der Weltliteratur, Berlin 1964
- Entscheidung unseres Jahrhunderts. Beiträge zur Zeitgeschichte 1921 bis 1976, Berlin 1977
- Der Deckname, Memoiren, Berlin 1981
- Решение нашего столетия. Заметки по истории современности. 1921—1976, М., 1981
- Ложный путь одной нации. К пониманию германской истории. Пер. с немецкого. М., Соцэкгиз, 1962. 340 с., 15000 экз.